# Josele Ballester
Artikeln följer den spanska namnseden; faderns efternamn är Ballester och moderns efternamn Barrio.
José Luis "Josele" Ballester Barrio, född 18 augusti 2003 i Castelló de la Plana, är en spansk professionell golfspelare som spelar för Fireballs i Liv Golf.
Han vann 2024 års U.S. Amateur. Ballesters bästa prestation i Liv Golf var när han kom på delad andra plats vid Liv Golf Chicago 2025 och erhöll 1,875 miljoner amerikanska dollar i prispengar.
Innan Ballester blev proffs studerade han på Arizona State University och spelade för deras idrottsförening Arizona State Sun Devils.
Han är son till José Luis Ballester och Sonia Barrio.